# Франциск I (король Франції)
Франци́ск I (фр. François I; 12 вересня 1494 — 31 березня 1547) — французький король між 1515 та 1547 роками з династії Валуа, син графа Ангулемського Карла V, двоюрідного брата короля Людовика XII, і герцогині Бурбону Луїзи I, покровитель мистецтв і наук.
Відомий його вислів — «Така моя (добра) воля».
Франциск І зробив обов'язковими реєстри громадянського стану (Указ із Віллер-Котре, 1539) які обов'язково містять ім'я та прізвище особи, а також зобов'язав складати всі урядові й правові акти, послуговуючись винятково французькою мовою.

## До вступу на престол
Франциску не було й трьох років, коли помер його батько. Заздрість Анни Бретонської, дружини Карла VIII, змусила енергійну, розумну Луїзу Ангулемську поселитися з Франциском і його сестрою, знаменитою Маргаритою, в Коньяку, у власному замку. У 1498 році Луїза була запрошена до двору, але згодом переїхала в королівський замок Амбуаз, де й виховала двох дітей.
У 1504 року Франциск вперше з'явився при королівському дворі, а в 1506 році відбулися заручини з семилітньою дочкою короля Людовіка XII, Клавдією Французькою, спадкоємицею, по матері, Бретанського королівства.

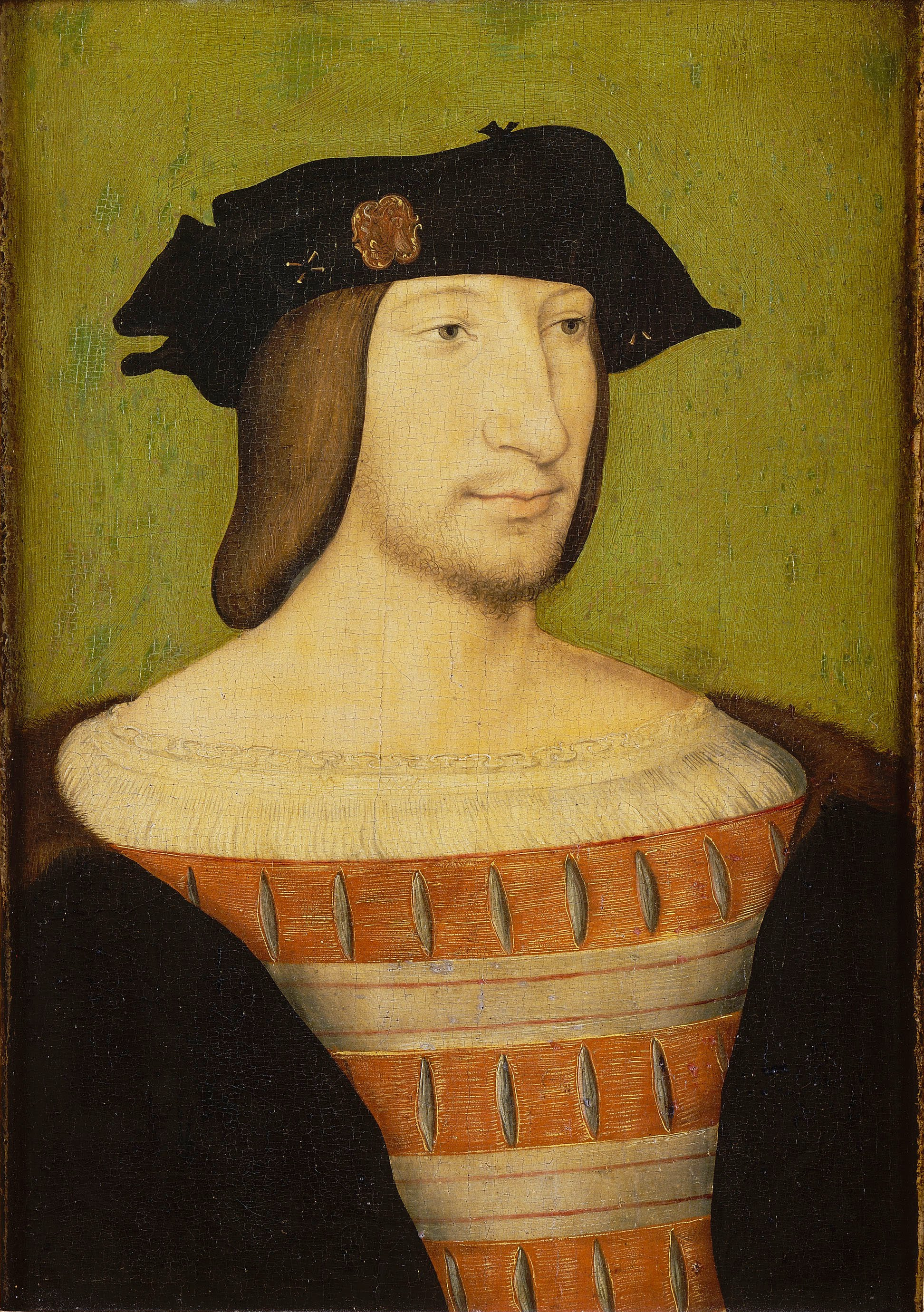
Франсуа Ангулемський в рік вступу на престол

Самотнє життя Франциска в Амбуазі наклало шкідливий відбиток на його розвиток: матір возвеличувала його, він не знав скромності, звик жити весело й безтурботно. Заняттями його молодості були полювання і верхова їзда в оточенні товаришів (Монморансі, Боніве), серед яких він бачив лише фанатичну відданість.
У 1508 році Франциск переселився до Парижа, у 1514 році одружився з Клавдією, а 1 січня 1515 року, після смерті Людовика XII, став королем Франції.

## Завоювання Мілана
Відновивши договори, які уклав Людовик XII з Генріхом VIII, Франциск також уклав союз з герцогом Карлом, володарем Нідерландів, домовився з династією Альбре відвоювати Наварру у Кастильського королівства, а з Венецією — завоювати Міланське герцогство. Франциск здійснив нечуваний перехід в Італію через Аржантьєрський перевал. Артилерія була перенесена на руках.

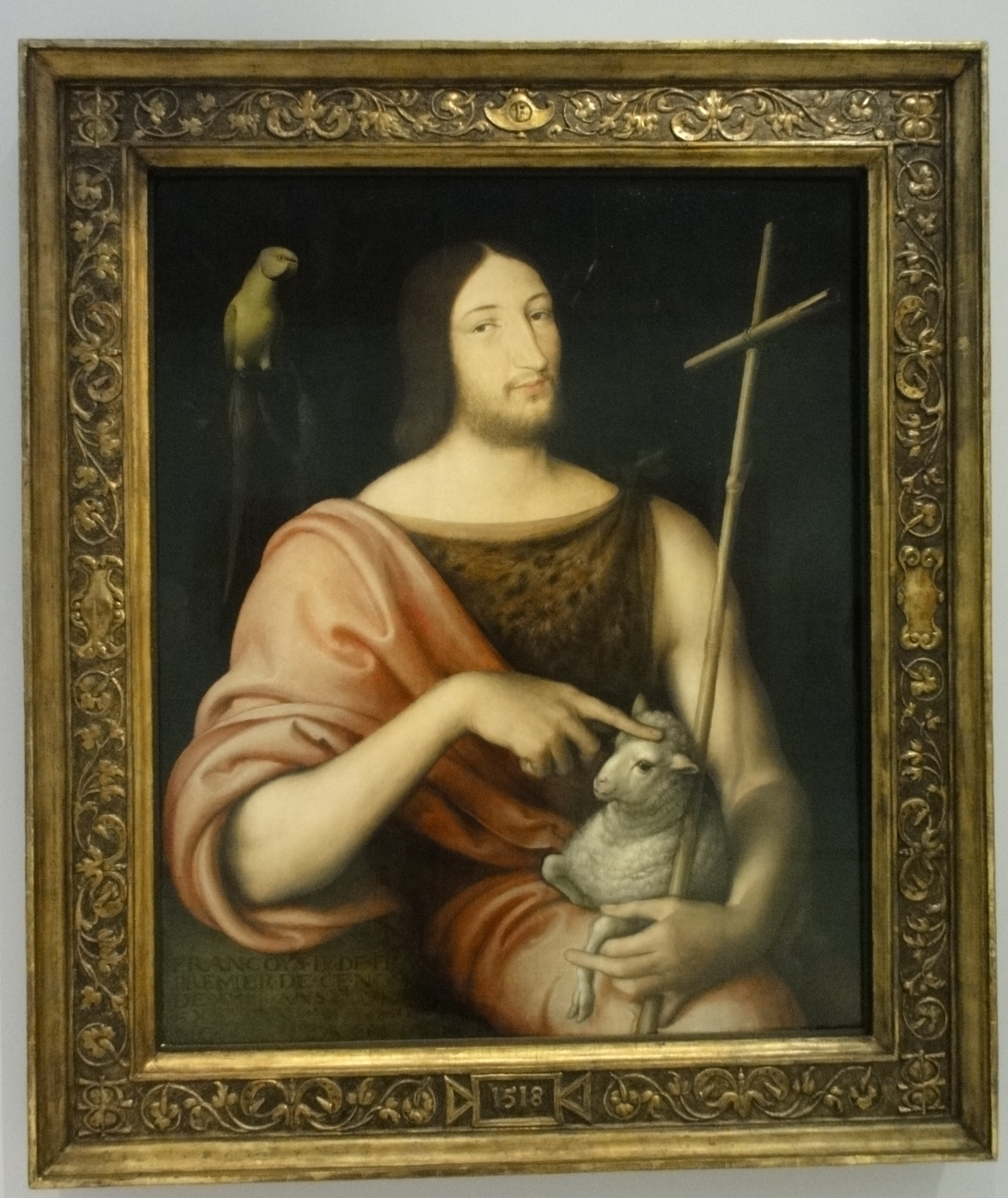
Алегоричне зображення Франциска як Івана Хрестителя. Жан Клуе, 1518.

Франциск швидко оволодів Савойським герцогством і був визнаний сюзереном Генуєзької республіки. У нього було 3 тисяч кавалерії, 20 тисяч піхоти. Перейшовши через По, Франциск зайняв позицію при Мариньяно. 14 вересня відбулася битва при Мариньяно — яка принесла Франциску блискучу перемогу. Міланське герцогство було підкорено. Франциск призначив правителем Мілана конетабля Франції Бурбона і уклав зі швейцарцями «вічний мир» (29 жовтня 1516 року), завдяки якому французький король мав право набирати до себе на службу швейцарських солдатів, виплачуючи кантонам 700 тисяч талерів. Цей похід зробив Франциска героєм; його називали «Цезарем, переможцем швейцарців». З цього моменту у Франції розквітло Відродження, принесене Франциском з Італії.

## Угоди з Європейськими монархами

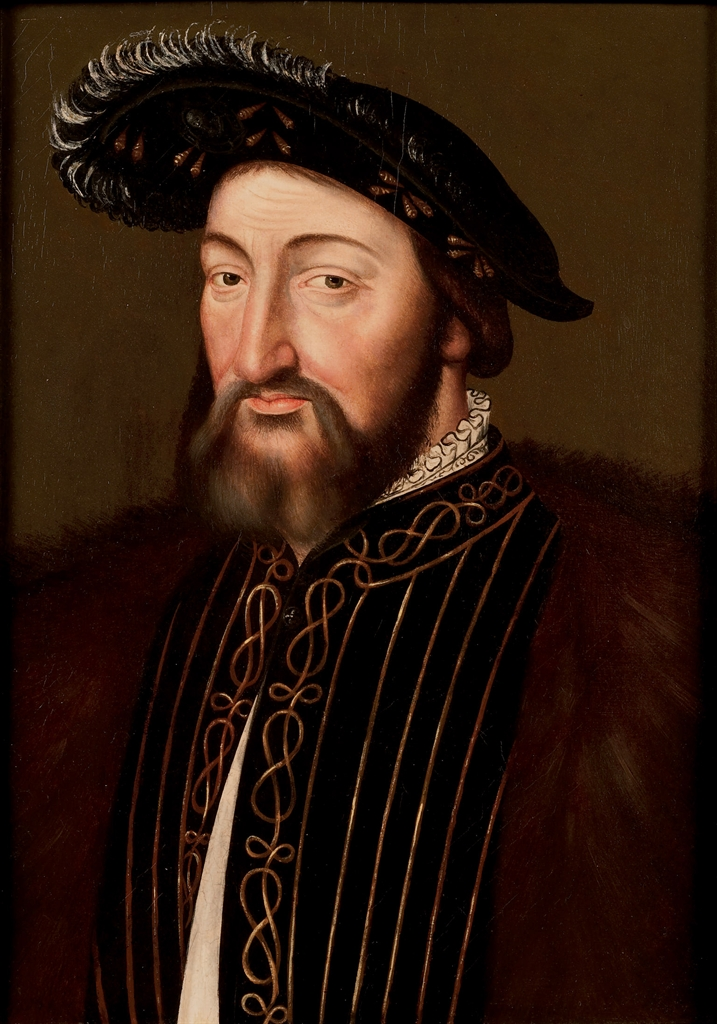
Франциск у 1530 році

Папа Лев X вирішив помиритися з Францією і в грудні 1515 року прибув у Болонью на побачення з Франциском. Не порадившись з духовенством, інтереси якого порушувалися, Лев X і Франциск уклали Болонський конкордат, який скасував Прагматичну санкцію Карла VII. З австрійським ерцгерцогом Карлом Франциск уклав Нойонський договір, по якому Карл зобов'язувався одружитися з французькою принцесою Луїзою, дочкою Франциска (їй був усього один рік), посагом якої була частина Неаполітанського королівства.
Після смерті німецького імператора Максиміліана кандидатами на імператорську корону з'явилися Карл Австрійський (обраний згодом під ім'ям Карла V), Генріх VIII та Франциск. Останній з 1517 року став посилено заводити зносини з німецькими курфюрстами, оголосивши, що витратить на своє обрання 3 мільйона флоринів; Лев X підтримував його. Перед виборами Франциск написав улесливого листа Карлу, а після його обрання вирішив зблизитися з англійським королем Генріхом VIII.
У червні 1520 року відбулося побачення Франциска і Генріха VIII поблизу Кале. Місце побачення, внаслідок блиску і пишності, яке надав йому Франциск, було названо «Поле золотої парчі». Генріх VIII незабаром вступив в угоду з Карлом, Лев X теж перейшов на бік останнього; за договором 8 травня 1521 року Карл повинен був напасти на французів у Піренеях і Рейні. Так почалися знамениті війни, що поклали початок суперництва між Габсбургами (Іспанія і Німеччина) і династіями Валуа і Бурбонів (Франція). За Франциска було 4 війни.

## Війни з Габсбургами

### Перша війна

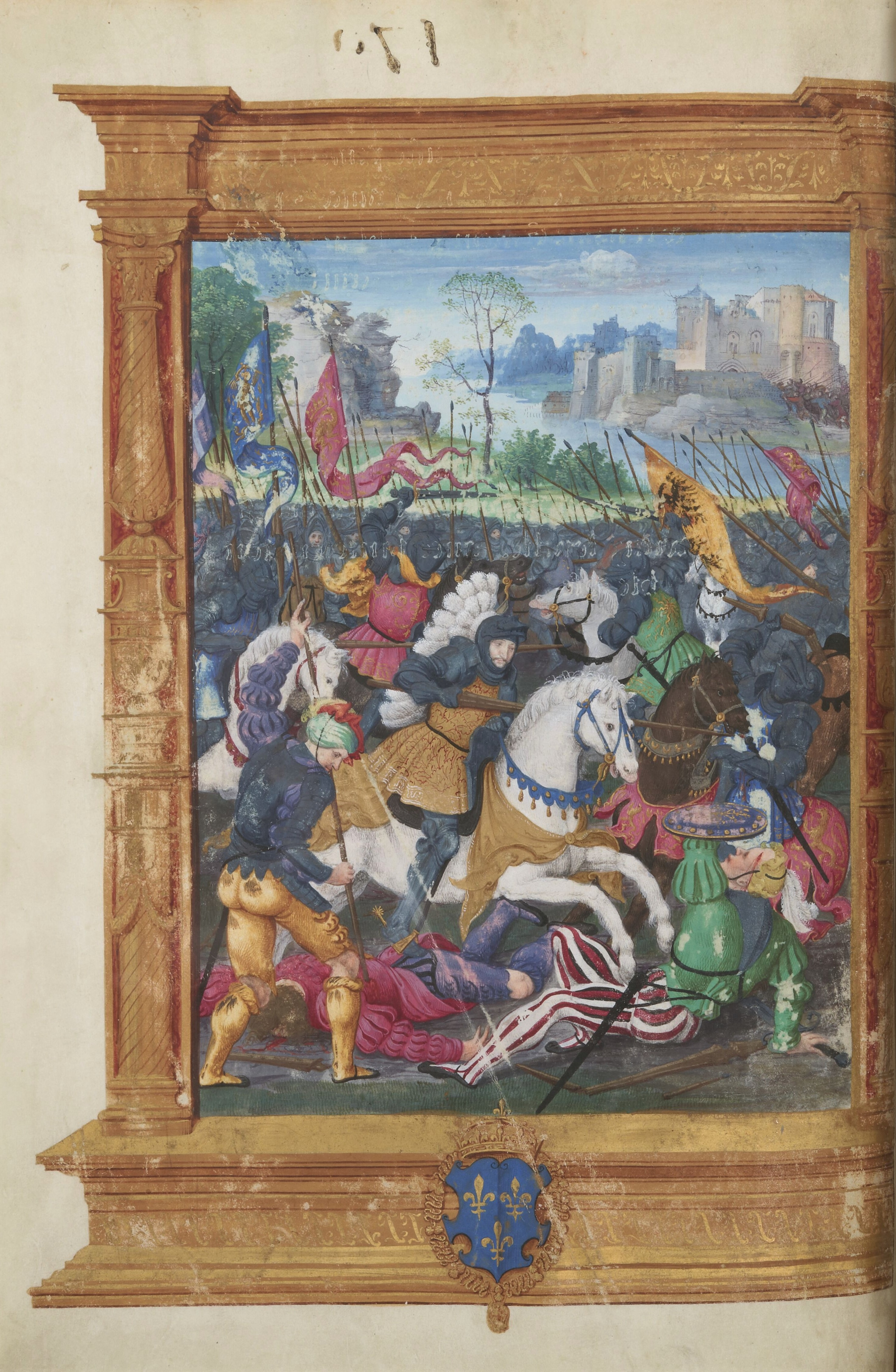
Франциск під час битви при Мариньяно

Карл V бажав повернути завойований Франциском Мілан і відняту ще Людовіком XI Бургундію, але був готовий поступитись Франциску спірним Наваррським королівством. Війна велася одночасно у Фландрії, Шампані, Наваррі, на морі, в Італії. Першим відкрив військові дії Франциск. Спочатку успіх був на його боці: Роберт III де Ла Марк зайняв Люксембург, Франциск вступив у Фландрію; але 27 квітня 1522 року французи були розбиті при Бікоккі, після чого Генріх VIII відкрито став на бік Карла V, і вони обидва напали на Пікардію і Гієнь.
У той же час Франциска зрадив його васал, конетабль Карл Бурбон. Скарбниця Франциска була виснажена; тим часом йому довелося відбивати три навали — 12 тисяч ландскнехтів збиралися вторгнутися в Бургундію, англійці вступили в Пікардію, іспанці погрожували з боку Наварри. Боніве, який відступив з Італії, був розбитий Бурбоном при Біаграссо; Бурбон опанував Провансом, але Марсель зробив геройський опір, й імператорські війська були розбиті.
Для боротьби із супротивником Франциск I намагався використовувати морських розбійників, яким видавав особливі документи з «дозволом» грабувати кораблі держав, що вели з Францією війну. Таких «піратів на королівській службі» називали каперами. Жан Флері, один з таких каперів навіть захопив корабель із «золотом Монтесуми», який Ернан Кортес відправив Карлу V з Мексики. Коли Карл V обурився, Франциск I відповів, що «не бачив заповіту прабатька Адама, який би заповів Новий Світ лише королям Іспанії і Португалії, а мене позбавив своєї частки спадку».
Франциск вступив у Ломбардію і обложив Павію; 24 лютого 1525 року сталося нещасна для французів битва при Павії. Франциск двічі був поранений, взятий у полон і відвезений спочатку в замок Піццигеттон і Мадрид. Переговори про викуп короля тяглися довго; 14 січня 1526 року Франциск підписав Мадридський договір, за яким поступався Бургундією, Артуа, Фландрією, Неаполем, зобов'язався виплачувати Англії щорічно по 100 тисяч талерів і одружитися з Елеонорою, сестрою імператора. Шлюб цей відбувся в 1530 році (перша дружина Франциска померла в 1524 році). Також згідно з Мадридською угодою замість Франциска при дворі короля Карла V як заручники повинні знаходитися два його старші сини. Франциск і його брат Генріх пробули в Іспанії з 1526 по 1530 роки.

### Друга війна (1526—1530 роки)
Мир, укладений в Мадриді, не протримався і півроку. Звільнившись з полону, Франциск відмовився виконати договір, посилаючись на відмову Бургундських штатів відокремитися від Франції. Карл зажадав, щоб Франциск повернувся в такому разі у в'язницю, а Франциск, у відповідь, проголосив священну лігу (8 липня 1526 року) для звільнення Італії. До цієї ліги приєдналися Англія, Генуя, папа Климент VII. Французька армія під начальством Лотрека, взяла Алессандрію і Павію, обложила Неаполь. Успіху походу завадила відмова адмірала Андреа Доріа з генуезьким флотом служити у Франциска через його скнарість (липень 1528 року). Андреа Доріа перейшов на службу до Карла. Лотрек помер від чуми; залишки його армії були розбиті біля Ландріано (червень 1529 року). 3 серпня 1529 року було укладено «дамський мир» у Камбре, завдяки переговорам між Маргаритою Бургундською, тіткою Карла V, і Луїзою, матір'ю Франциска. З цього миру Франциск зберіг Бургундію, але втратив сюзеренні права над Фландрією, Артуа, Ліллем і Дуе, відмовився від домагань на Неаполь, Мілан, Асті і сплатив 2 млн золотих екю. Франциск не залишав, проте, думки про придбання Міланського герцогства.
Цьому сприяв новий союзник Франциска, султан Османської імперії Сулейман Пишний. Вже в 1528 році між ними було підписано таємний договір; Сулейман обіцяв зайняти Угорщину. У лютому 1535 року з Османською імперією був укладений спочатку торговельний договір, а потім союзний — наступальний і оборонний. Союз ввів новий елемент у міжнародну політику XVI століття, що послужило початком розвитку добробуту французьких портових міст по берегах Середземного моря. Франція отримала свободу плавання по морях і річках у всіх османських володіннях; інші нації могли посилати туди кораблі та вести торгівлю не інакше, як під французьким прапором.

### Третя війна (1535—1538)

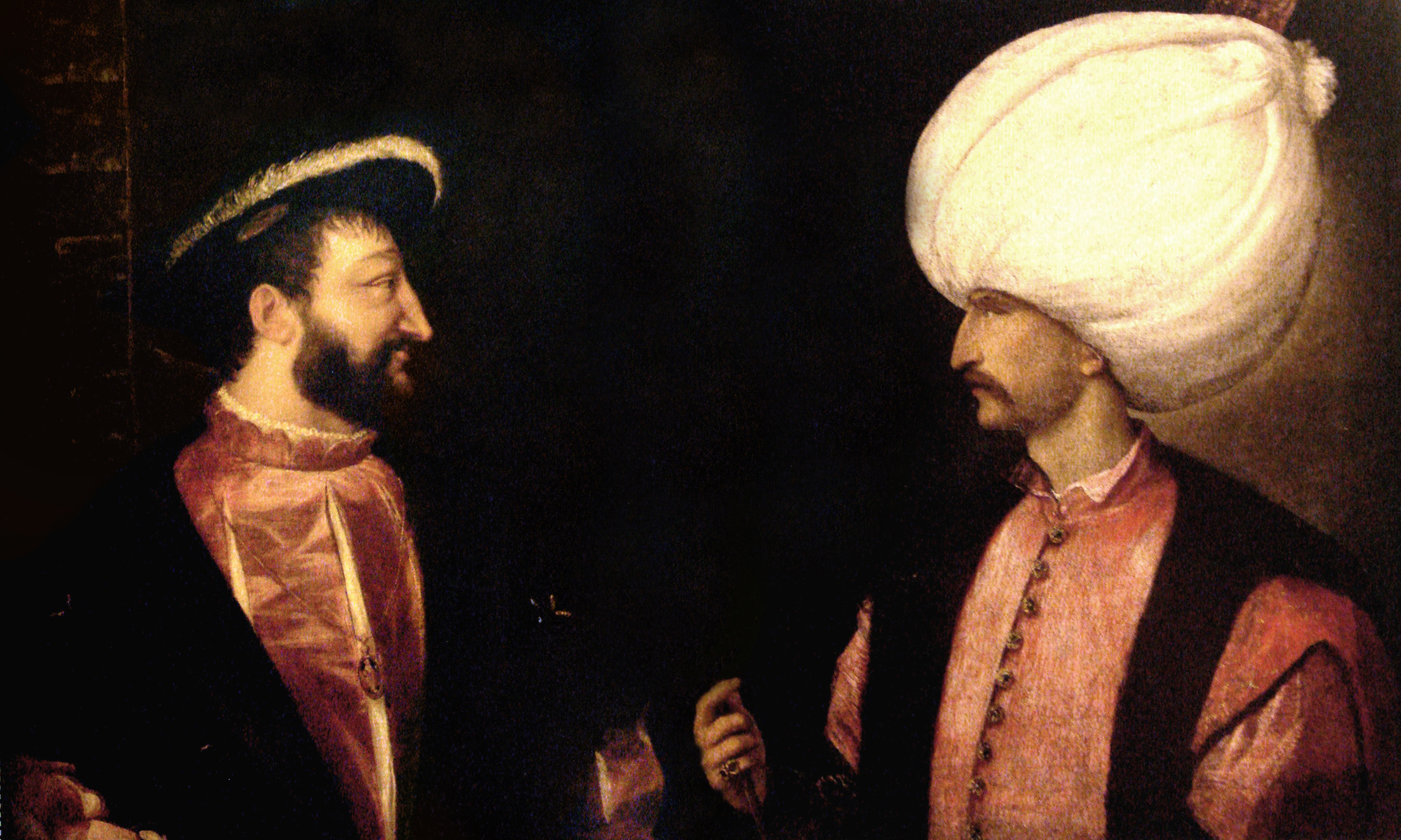
Тіціан. Франциск I і Сулейман Пишний

П'ятирічний мир відновив добробут Франції і дав Франциску можливість організувати військові сили, головним чином загони кавалерії. У жовтні 1533 року Франциск бачився з папою Климентом VII і погодився одружити свого другого сина, герцога Орлеанського (майбутнього короля Генріха II), на племінниці папи, Катерині Медичі. На початку 1536 року 30-тисячна французька армія зайняла Савойю і П'ємонт; османський флот загрожував Неаполю. Карл V відправив Франциску урочистий виклик на поєдинок, але виклик залишився без відповіді. Франциск став зміцнювати п'ємонтські міста, але роздрібнивши сили своєї армії, довірив начальство нездатному Салуццо, який потім зрадив його.
Карл вступив у Прованс, але, після невдалої спроби взяти Марсель, 23 вересня перейшов назад через Вар, а Франциск переніс воєнні операції на кордон Нідерландів. Карлу довелося шукати зближення з Франциском, так як йому загрожувала серйозна небезпека з боку Османської імперії. Завдяки посередництву папи Павла III, було укладено перемир'я на 10 років у Ніцці (18 червня 1538 року), за яким відновлено умови миру в Камбре. Було умовлено, що третій син Франциска одружується на дочці чи племінниці Карла V і отримає за нею герцогство Міланське, а син Карла V, Філіп, одружується на одній з дочок Франциска. Однак, Карл V віддав Міланське герцогство своєму синові Філіппу (в 1540 році) і відмовився виконати умови перемир'я.

### Четверта війна (1541—1544)
Четверта війна була викликана вбивством двох агентів Франциска, в той час як вони проїжджали через Міланське герцогство. Франциск зібрав п'ять армій і завоював Люксембург і Руссильон; у 1543 році був підкорений Артуа; турки спустошили Угорщину, а алжирський пірат і османський капудан-паша (адмірал) Хайр ад-Дін Барбаросса захопив Ніццу. Північні кордони Франції були оточені англійськими і німецькими військами. Зі свого боку, Карл V і Генріх VIII умовилися одночасно рушити на Париж.
У квітні 1544 року герцог Єнгієнський здобув блискучу перемогу при Черезоле, але це не завадило Генріху VIII осадити Булонь і Монтрель, а Карлу V — оволодіти Еперне і Шато-Тьєррі. Внаслідок незгоди між Генріхом і Карлом, останній уклав з Франциском у Крепі мирний договір (18 вересня 1544 рік), по якому поступався Міланським герцогством або Нідерландами сину Франциска, з тим, щоб він одружився з однією з дочок або племінниць імператора. З Генріхом VIII Франциск уклав договір в Ардре (29 січня 1546 рік), за яким Генріх зобов'язався через 8 років повернути Булонь. Таким чином, обидві сторони повертали свої завоювання. Незабаром Франциск помер (31 березня 1547 року).

## Франциск і Ренесанс у Франції

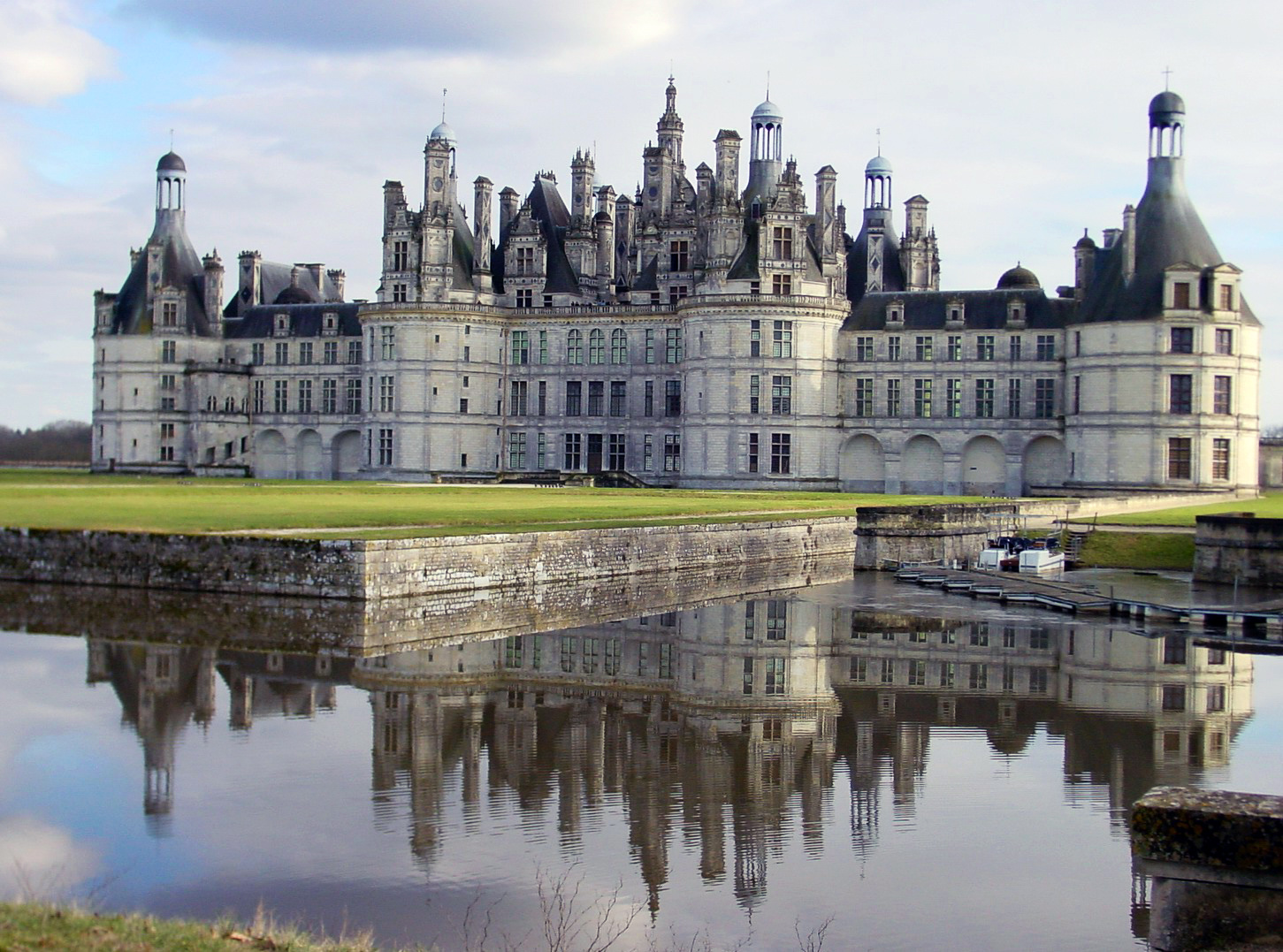
Замок Шамбор у долині Луари

З ім'ям Франциска тісно пов'язана доба французького ренесансу. Відокремлений спосіб життя французького двору змінився при Франциску блискучими і гучними веселощами. При королівському дворі, де велику роль стали грати дами, зосередилося все суспільне життя.
Експедиції в Італію познайомили Франциска з розкішшю дворів італійських меценатів; він захопився культурою Відродження, головним чином його естетичною стороною, оточував себе вченими і поетами, любив розмовляти з ними. Він запросив у Францію Леонардо да Вінчі, поселивши його в 1516 році в своєму замку Кло-Люсе, а також живописця Андреа дель Сарто; Рафаель написав кілька картин («Архістратиг Михайло»).
У нього в Фонтенбло була прекрасна бібліотека, відкрита для читачів. У 1517 році Франциск вирішив заснувати вищу школу стародавніх мов і хотів поставити на чолі її Еразма Ротердамського, але Еразм відмовився. У 1530 році, за порадою бібліотекаря Гійома Бюде він заснував королівський «Колегіум трьох мов», де викладали грецьку мову, латину та іврит — предмети, відсутні в паризькому університеті Сорбонни, пізніше він був перетворений у Колеж де Франс, його існування завдало сильного удару схоластичній Сорбонні.
Франциск заснував і королівську друкарню, в якій працював гуманіст Робер Етьєн.
Особливо захоплювався Франциск архітектурою і скульптурою. Вінцем національного напрямку в архітектурі з'явився замок Шамбор, італійського — Фонтенбло, над яким працювало кілька знаменитих італійських художників, у тому числі Россо Фйорентіно,Нікколо дель Аббате, Бенвенуто Челліні. При дворі Франциска жив поет Клеман Маро, який супроводжував Франциска в Італію і потрапив у полон при Павії. У 1532 році з'явився роман Рабле «Гаргантюа і Пантагрюель».

## Релігійна політика
Захоплюючись зовнішньою стороною гуманістичного руху, Франциск, однак, не був гуманістом. Поверхневе ставлення до гуманістичних ідеалів, егоїзм і безхарактерність Франциска відбилися в його релігійній політиці. Спочатку реформація не лякала його, так як в реформаторах він бачив вчених, гуманістів; він підтримував Лефевра д'Етапля і його гурток, який проголосив принципи реформації. Коли Сорбонна угледіла єресь у вченні Лефевра, Франциск заборонив переслідувати його (1521 рік) і захищав проповідників нової релігії від нападок ченців (1523 рік). Після битви при Павії Франциск, зайнятий військовими планами, спочатку байдуже поставився до розпочатої реакції, а потім підкорився Сорбонні і вимогам релігійних орденів. Реформатори в Mo були розігнані; Лефевр врятувався втечею в Страсбург. З жовтня 1525 року почалися страти єретиків. У перший час після повернення з полону Франциск стримував фанатизм парламенту; так, в 1526 році він силою звільнив Беркена з в'язниці, куди відправив його в парламент. Після страти Беркена Франциск заснував посаду «королівських читців», для боротьби з Сорбонною.

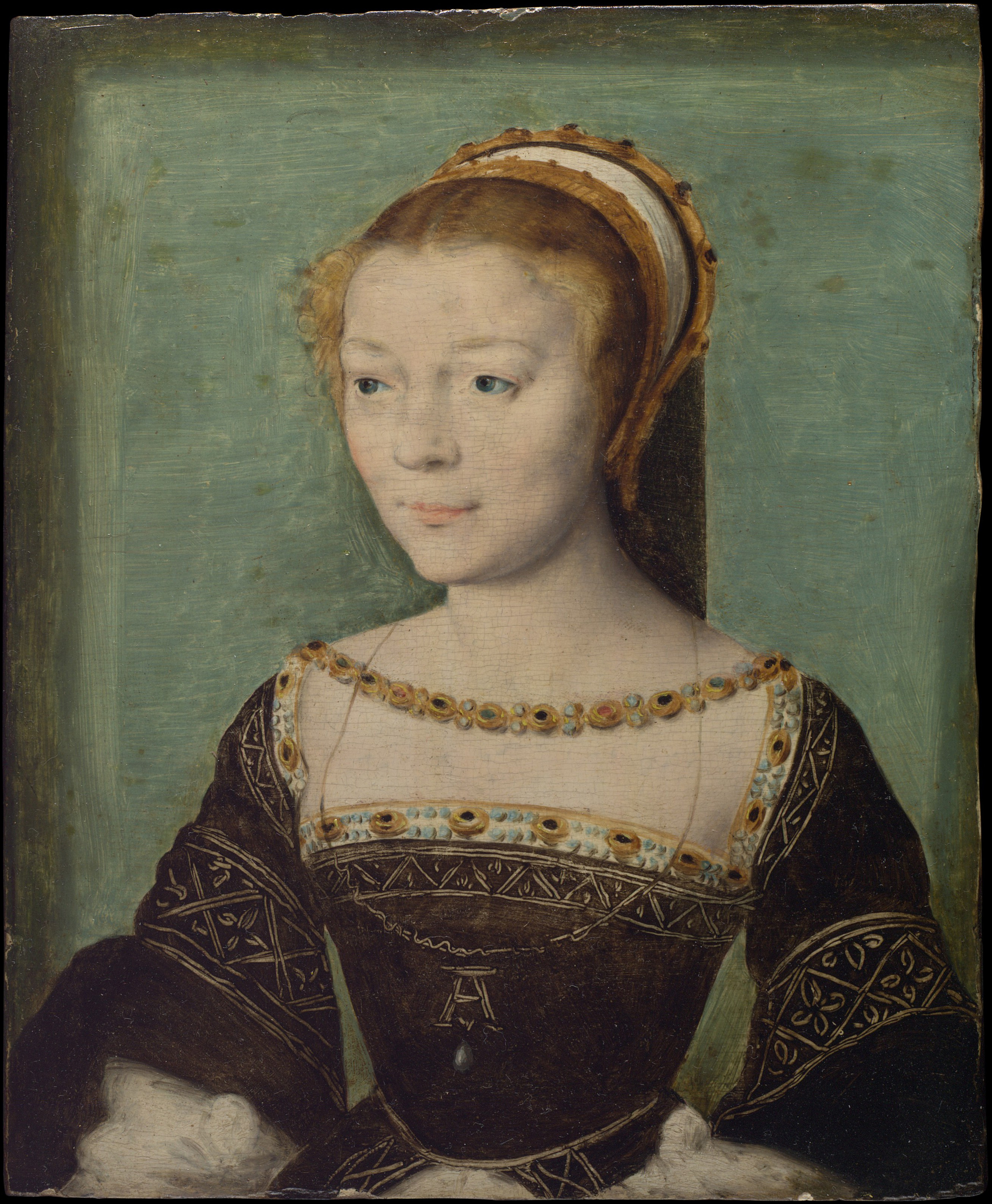
Герцогиня д'Етамп, фаворитка короля в останні роки його життя

У 1530—1534 роках Франциск більше піддався реакції, так як потребував сприяння Сорбонни; але коли остання наклала заборону на один твір Маргарити Ангулемської, Франциск заарештував фанатика Біду і заступився за реформаторів. У провінціях, однак, палили єретиків. У 1534 році Франциск запросив у Францію Мартіна Буцера і Філіппа Меланхтона, якому доручив скласти записку про введення реформації у Франції; але безхарактерність і легковажність Франциска не давали ніякої впевненості протестантів. 18 жовтня 1534 року в Парижі та інших містах з'явилися пасквілі на сутність католицького віровчення. Франциск наказав шукати винних: в'язниці переповнилися, щодня відбувалися страти протягом трьох місяців. Сам Франциск брав участь у тріумфальній процесії навколо багать.
Після справи про листівки Франциск видав едикт про знищення єретиків; іншим едиктом заборонялося книгодрукування у Франції. Через кілька місяців Франциск оприлюднив підписаний у Кусі (16 липня 1535 рік) едикт про амністію. Після 1538 року Франциск остаточно перейшов на бік католицько-іспанської партії; кусийский едикт був скасований, парламентів запропоновано було вживати рішучих заходів для придушення єресі. 1 червня 1540 року був виданий у Фонтенбло едикт про нещадне винищення єретиків, а 23 червня Франциск призначив ченця Матьє Орі інквізитором для всієї Франції. Проти вальденсів були запроваджені жахливі гоніння. В останні роки свого життя Франциск підписував всі жорстокі заходи, що пропонувалися Сорбонною. У 1546 році був спалений знаменитий гуманіст Етьєн Доле, колись користувався заступництвом короля, і страчена ціла група протестантів; 7 жовтня у Парижі було поставлено 14 багать.

## Характеристика
Красень, високого зросту «король-лицар», як він сам називав себе, Франциск відрізнявся безрозсудною хоробрістю, вкрадливим красномовством, честолюбством, лицарською люб'язністю, палкою фантазією, легковажністю і запалом.
Прославився тим, що викликав на поєдинок імператора Карла V. Королювання Франциска було часом суперництва Франції з австрійським домом; воно наповнене блискучими війнами і чудово, разом з тим, як епоха французького Відродження.
Усі помисли Франциска були звернені на придбання Неаполя, Мілана та імператорської корони Священної Римської імперії.

## Родина
1 Дружина — Клавдія (1499—1524), герцогиня Бретані, дочка короля Франції Людовика XII і його 2-ї дружини, герцогині Бретані Анни I. Була дружиною Франциска з 1514 по 1524 роки.
Діти:
- Луїза (1515—1518) наречена Карла V.
- Шарлотта (1516—1524 ) наречена Карла V після смерті своєї старшої сестри Луїзи.
- Дитина (1517 )
- Франциск III (1518—1536 ) дофін Франції, герцог Бретонський;
- Генріх II (1519—1559 ), король Франції Генріх II;
- Мадлен (1520—1537 ) вийшла заміж за короля Шотландії Якова V
- Дитина (1521) народилась мертвою в результаті передчасних пологів.
- Карл (1522—1545) герцог Орлеанський;
- Маргарита (1523—1574 ) вийшла заміж за герцога Савойського Еммануїла Філіберта.
- Філіп (1524—1525).

2 Дружина — Елеонора Австрійська (1498—1558), дочка герцога Бургундії Філіпа I і його дружини, королеви Кастилії Хуани I, вдова короля Португалії Мануеля I. Була дружиною Франциска з 1530 по 1547 роки.
Діти: не було
Бастарди
- Людовик (1513—1589 роки), сеньйор Сен-Желе
- Ніколя